# Beépítés
A beépítés (latinul: inaedificatio) idegen anyaggal saját földre vagy saját használatban lévő földre való építkezés. A fogalmat már a római jogban is ismerték. A dologegyesülés speciális esete, azonban nem keletkezik belőle közös tulajdon, mivel az ingatlanok esetében nemkívánatos, továbbá ez aránytalanul sújtaná a beépítőt a föld értéke és a beépített anyag közötti tipikusan nagy értékkülönbség miatt. A beépítés során a beépítő jóhiszeműségét, a munka, az anyagok és a föld értékének arányát és a beépített anyaghoz való jogos hozzájutást nem kell vizsgálni. Amennyiben az anyag olyan szorosan kapcsolódik a földhöz vagy épülethez, hogy elválasztása és elvitele nem lehetséges, akkor a beépítő a beépített anyag értékét köteles megtéríteni, és tulajdonjogot szerez felette, ha az épület tulajdonjoga őt illeti meg.